# Romeo und Julia auf dem Dorfe

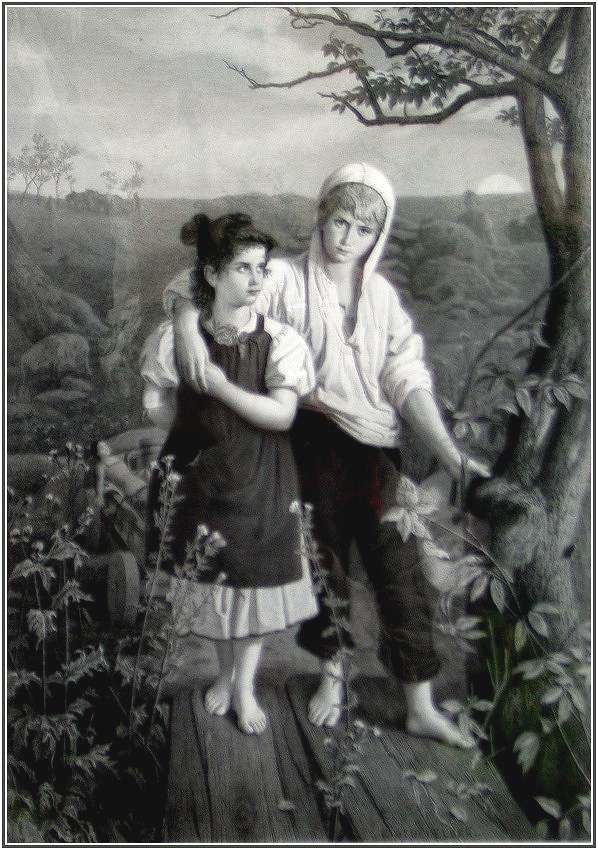
Ernst Stückelberg, Szene aus Gottfried Kellers «Romeo und Julia auf dem Dorfe», Original: Öl auf Leinwand. Reproduktion: Kupferstich von Franz Dinger, 1865 und 1867

Romeo und Julia auf dem Dorfe gehört zu den bekanntesten Erzählungen aus dem Novellenzyklus Die Leute von Seldwyla von Gottfried Keller. Wie die meisten Werke des Schweizer Dichters hat sie eine lange Entstehungszeit: 1847 konzipiert, 1855/56 ausgearbeitet und veröffentlicht, erreichte sie erst 1875 ihre endgültige Textgestalt. Der Titel verweist auf Shakespeares Romeo und Julia und kündigt eine Adaption des berühmten Stoffes an. Der Autor verlegt dazu den Schauplatz der tragischen Liebesgeschichte in seine Gegenwart und in ein Dorf seiner Heimat: Zwei junge Leute, Sohn und Tochter wohlhabender Bauern, lieben sich trotz der erbitterten Feindschaft ihrer Väter. Nachdem diese Feindschaft den Ruin beider Familien herbeigeführt und die Aussicht der Kinder auf eine gemeinsame Zukunft zerstört hat, sieht das Paar keinen anderen Ausweg, als gemeinsam in den Tod zu gehen.
Die Novelle gilt als exemplarisch für die Stilrichtung des poetischen Realismus. Sie gehört zum Kanon der deutschsprachigen Literatur, ist in zahlreichen Ausgaben verbreitete Schullektüre und wurde mehrfach illustriert, musikalisch bearbeitet und verfilmt.

## Inhalt

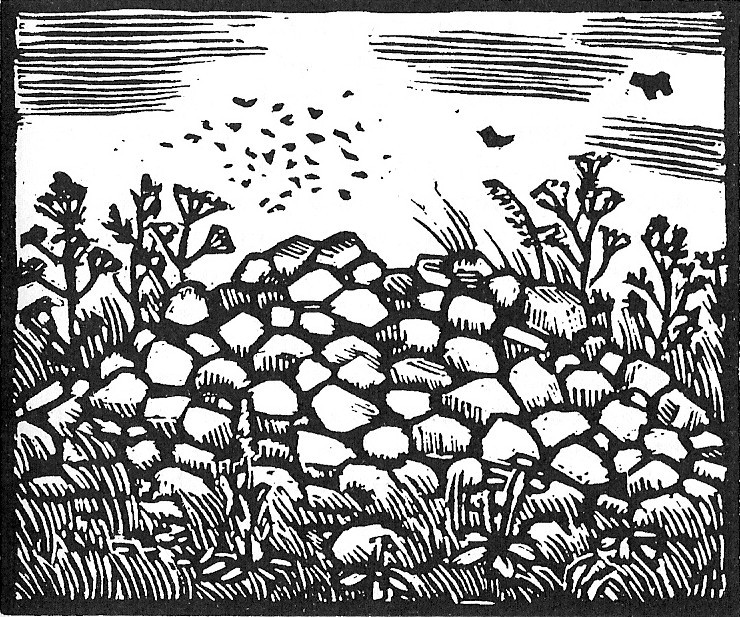
Der verwilderte Acker. Holzschnitt von Ernst Würtenberger, 1919

An einem Septembermorgen pflügen die Bauern Manz und Marti bedächtig ihre Äcker. Sie liegen auf einem Hügel über dem Fluss, der an Seldwyla vorbeizieht, und sind nur von einer mit Steinen und hohem Unkraut bedeckten Fläche getrennt. Als die Sonne höher steigt, bringen zwei Kinder, Manz’ kleiner Sohn, sieben, und Martis Töchterchen, fünf, ihnen einen Imbiss. Die Väter, gute Nachbarn, nehmen ihn gemeinsam ein und unterhalten sich dabei über das verwilderte Stück Land zwischen ihren Äckern. Es hat einem Dorfbewohner gehört, der längst verstorben ist. Solange dessen Nachkommen nicht gefunden sind, bietet die Seldwyler Behörde es den Nachbarn zur Pacht an. Das kommt für sie nicht in Frage, da sie es kaufen wollen und die Wiederherstellung des Ackers nur den Preis hinauftreiben würde. Doch die Seldwyler, auf Zinsen erpicht, zögern mit dem Verkauf und reden sich auf die ungeklärten Erbschaftsverhältnisse hinaus.

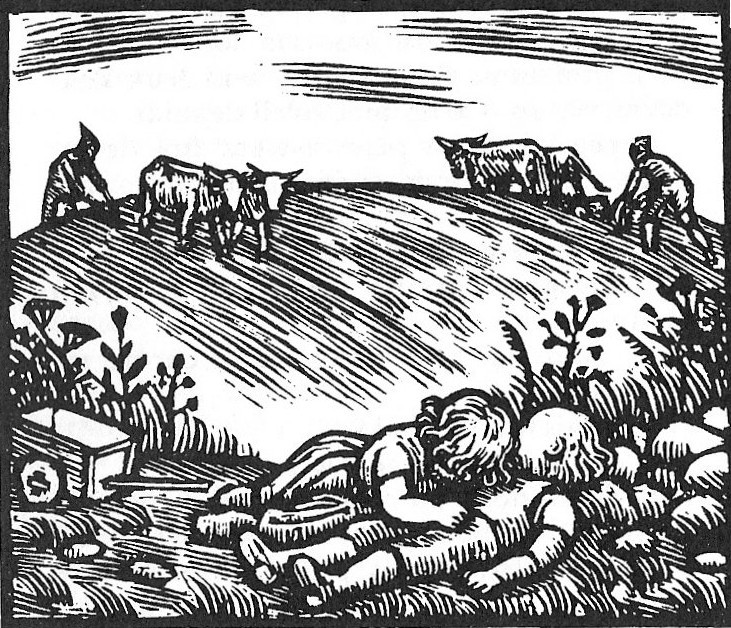
Die Kinder Sali und Vrenchen

Zwar gibt es da einen Heimatlosen, der unter Kesselflickern, Pechsiedern und anderem fahrenden Volk in den Wäldern lebt und sich als Musikant bei Dorffesten gelegentlich ein Zubrot verdient. Man nennt ihn den schwarzen Geiger. Manz und Marti könnten beschwören, dass er der Enkel des Verstorbenen ist, weil er ihm wie aus dem Gesicht geschnitten gleicht. Das aber, sind sie sich einig, wäre eine Dummheit. Denn der Geiger besitzt keinen Taufschein, und solange ihm niemand seine Abstammung bezeugt, kann er weder seine Erbschaft antreten, noch muss die Gemeinde ihm Heimatrecht im Dorf gewähren und Armenunterstützung zahlen. Während die Kinder zwischen Steinen, Disteln und späten Mohnblumen spielen und ein Schläfchen halten, setzen die Väter ihr Tagwerk fort. Zum Abschluss pflügt sich jeder von der verwilderten Fläche stillschweigend noch eine tüchtige Furche herunter.

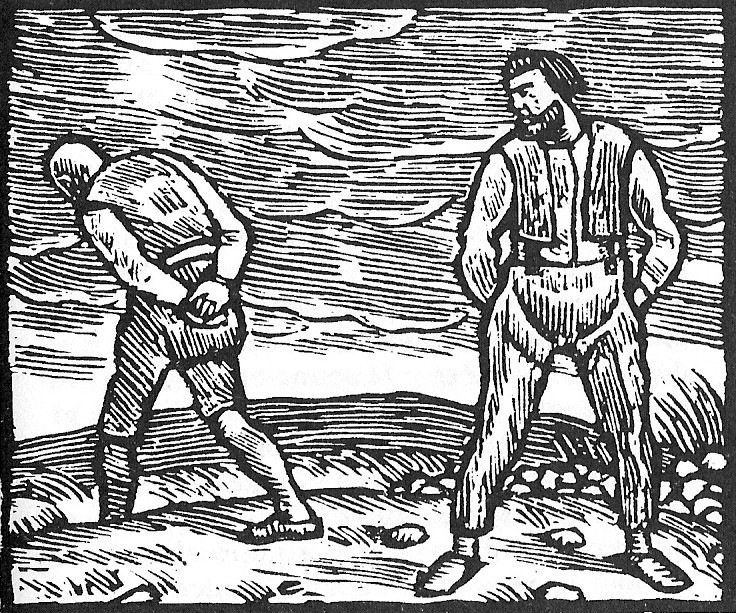
Manz und Marti fangen Streit an

Es kam eine Ernte um die andere, und jede sah die Kinder größer und schöner und den herrenlosen Acker schmäler zwischen seinen breitgewordenen Nachbaren. Manz’ Sali hält sich jetzt zu den Buben, Martis Vrenchen zu den Mädchen, doch wenn auf ihrem alten Spielplatz das Unkraut ausgerissen und verbrannt wird, sie sind mit dabei, und es ist das jedes Mal ein Fest für sie. Endlich gibt die Behörde den Acker zur Versteigerung frei. Es finden sich nur zwei Bieter, die beiden Nachbarn. Manz erhält den Zuschlag und verlangt von Marti sofort den Flicken Erde zurück, den dieser sich zuletzt durch schiefes Pflügen angeeignet hat. Als Marti darauf nicht eingeht, lässt Manz die Feldsteine, die beide jahrelang auf dem mittleren Acker geworfen haben, einsammeln und zu einem großen Haufen aufschichten, genau über dem strittigen Dreieck. Marti geht vor Gericht, und von diesem Tage an lagen die zwei Bauern im Prozess miteinander und ruhten nicht, ehe sie beide zugrunde gerichtet waren.
Der Prozess macht aus den angesehenen Männern, die kein unnötiges Wort redeten und keinen Pfennig zu viel ausgaben, Prahler und Verschwender, die in Wirtshäusern eine Meute falscher Ratgeber – Seldwyler Advokaten und Spekulanten – bei Laune halten und in ständiger Geldnot auf jeden Lotterieschwindel hereinfallen. Niemand nimmt sie mehr ernst. Sie lassen ihre blühende Landwirtschaft verkommen und tyrannisieren Gesinde und Familie. Je tiefer beide ihr Unglück empfinden, desto höher lodert ihr Hass: Sie spieen aus, wenn sie sich nur von weitem sahen; kein Glied ihres Hauses durfte mit Frau, Kind oder Gesinde des andern ein Wort sprechen, bei Vermeidung der gröbsten Misshandlung. Die glückliche Kindheit Salis und Vrenchens ist dahin. Vrenchen, kaum 14, verliert die Mutter, die von Kummer krank wird und stirbt. Salis Mutter fügt sich ihrem Mann und wirtschaftet den Hof vollends herunter. Er kommt unter den Hammer.

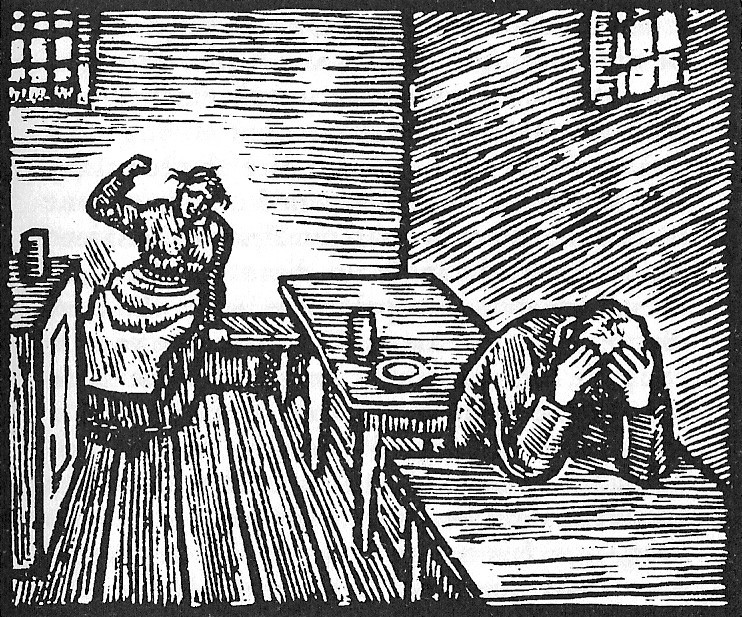
Salis Eltern zanken sich in der leeren Gaststube

Für den Erlös lässt Manz sich von den Seldwylern eine elende Schänke aufschwatzen und zieht in die Stadt. Anfangs kommen noch neugierige Seldwyler, aber nur, um sich über den ungeschickten Wirt und die komische Wirtin lustig zu machen. Sali, der Sohn, aber ging hinaus in die dunkle Küche, setzte sich auf den Herd und weinte über Vater und Mutter.
Als die Gäste ausbleiben, kehren Müßiggang und Mangel ein. Sali, inzwischen 19, stellt sich mit seinem Vater zu den erwerbslosen Seldwylern an den Fluss, um mit Angeln den Speisezettel aufzubessern und die Zeit totzuschlagen. Eines Tags bei schwülem Wetter suchen sie flussaufwärts nach einem guten Fischplatz. Auf halbem Weg zwischen Stadt und Heimatdorf kommt ihnen Marti entgegen, auch er getrieben von Not und Langeweile. Vrenchen muss ihm das Angelzeug nachtragen.

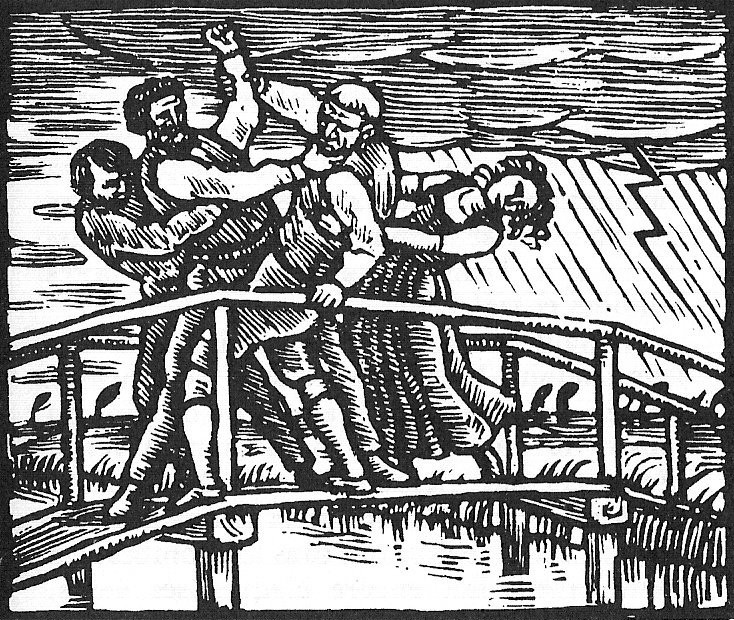
Manz und Marti ringen auf schmalem Steg

Während ein Gewitter losbricht, beginnen die alten Männer sich zu beschimpfen. Es folgen Schläge und ein Ringkampf auf schmalem Steg, bei dem einer den anderen ins Wasser zu stoßen versucht. Mit großer Anstrengung gelingt es Sali und Vrenchen, sie zu trennen. Dabei kommen sie sich erstmals seit der Kindheit wieder nah. Ihre Hände berühren sich, und als sie ihm unter Tränen flüchtig zulächelt, erstaunt er über ihre Schönheit.
Auf dem Heimweg fühlt er sich tief beglückt und tags darauf hört und sieht er nichts mehr vom erbärmlichen Zank der Eltern. Er versucht, sich Vrenchens Gesicht vorzustellen, und als das misslingt, wandert er hinaus ins Dorf, um es zu sehen. Unterwegs begegnet ihm Marti, der ihm böse Blicke zuwirft, es aber eilig hat, in die Stadt zu kommen. Sali findet Vrenchen unter der Tür ihres halbverfallenen Elternhauses. Aus Furcht vor der Rückkehr des Alten und den dörflichen Aufpassern verabreden sie sich bei den Äckern, wo sie einst als Kinder spielten. Unbemerkt gelangen sie dorthin und schlendern den Hügel hinab zum Fluss, in dem sich die weißen Wolken des Julihimmels spiegeln; dann wieder hügelauf, glückselig Hand in Hand, ohne viel zu sprechen.
Plötzlich geht vor ihnen ein Mann in rußgeschwärzten Kleidern und mit schwarzem Gesicht. Sie erkennen ihn an der Geige, die er unter dem Arm trägt, und folgen ihm wie gebannt zu dem Steinhaufen, der nun feuerrot vom blühenden Mohn überwachsen ist. Der schwarze Geiger schwingt sich hinauf und redet sie an: „Ich kenne euch, ihr seid die Kinder derer, die mir den Boden hier gestohlen haben!“ Sie hören nun zum ersten Mal vom Unrecht, das ihre Väter begangen haben, und lassen betrübt die Köpfe hängen. Aber nur kurze Zeit; denn kaum ist der Mann seines Weges gegangen – ohne ihnen Vergeltung anzudrohen oder sonst böse Worte zu geben –, muss Vrenchen über sein groteskes Aussehen lachen. Lachend legen sie sich ins hohe Korn, tauschen Küsse, hören den Lerchen zu und führen verliebte Gespräche. Vrenchen windet sich einen Kranz aus Mohnblumen und setzt ihn auf.
Mittlerweile hat Marti Verdacht geschöpft, ist umgekehrt und ihnen nachgeschlichen. Als sie aus ihrem Versteck treten, stürzt er sich tobend auf seine Tochter, schlägt ihr den Kranz herunter und reißt sie an den Haaren mit sich fort. Da ergreift Sali halb in Angst um Vrenchen und halb im Jähzorn einen Stein und schlägt ihm damit auf den Kopf. Der Alte fällt, liegt bewusstlos, atmet aber noch. Verzweifelt versprechen die beiden einander, nichts von dem Vorfall zu verraten, und trennen sich. Marti erwacht zwar wieder, entsinnt sich aber nur dunkel an das Vorgefallene und so, als sei ihm etwas Lustiges zugestoßen. Vrenchen pflegt ihn wochenlang und bringt ihn wieder auf die Beine. Doch er bleibt geistig verwirrt, ein harmlos-fröhlicher Narr, den die Behörde auf öffentliche Kosten in eine Anstalt einweist. Als Vrenchen ihn dort abliefert, ist sein letzter Besitz bereits verkauft. Zur Nacht kehrt sie unter ein Dach zurück, das ihr nicht mehr gehört.

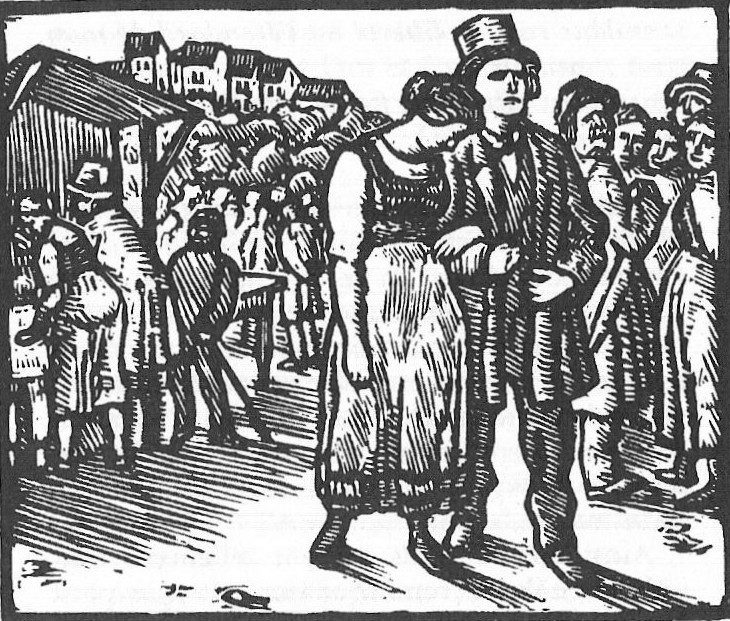
Sali und Vrenchen auf der Kirchweih

Dort tritt Sali zu ihr herein, von Sehnsucht und Sorge getrieben. Auch ihm ist sein Zuhause verleidet: Seine Eltern gewähren jetzt Dieben Unterschlupf und sind zu Hehlern geworden; sein Vater freut sich kindisch über Martis Unglück. Was nun werden solle, fragt Sali. Selbst wenn es die Armut nicht gäbe, meint Vrenchen, wäre Salis Tat ein schlechter Grundstein für die Ehe. So hätten sie keine Wahl, als getrennte Wege zu gehen, sie als Dienstmagd, er als Knecht oder Soldat. Eng aneinandergeschmiegt schlafen sie ein und verbringen die Nacht ruhig wie zwei Kinder in einer Wiege. Am Morgen, nachdem sie sich ihre Träume erzählt haben, sind sie wieder guten Muts. Vrenchen wünscht sich, mit Sali vor der Trennung noch einen einzigen schönen Tag zu verbringen, am liebsten beim Tanz, wie auf ihrer Hochzeit, von der sie geträumt hat. Zwar, fällt ihr ein, hat sie dafür keine Schuhe mehr. Aber Sali verspricht, ihr welche zu besorgen, nimmt Maß und eilt in die Stadt. Um etwas Geld zu haben, verkauft er die silberne Taschenuhr, die ihm aus besseren Tagen geblieben ist.
Am nächsten Tag holt er Vrenchen ab, unbekümmert um Leute und Gerede. Es ist ein schöner Sonntag im September und die beiden wandern über Land nach einem Dorf, wo Kirchweih ist und getanzt wird. Da sie ein hübsches Paar vorstellen und so gut gekleidet sind, als die Armut es erlaubt, begegnet man ihnen unterwegs mit Achtung. Beim Mittagsmahl hält eine freundliche Wirtin sie sogar für ein Brautpaar auf dem Weg zur Trauung. Sie widersprechen nicht, wandern weiter und je näher sie dem Festplatz kommen, desto mehr fühlen sie sich als Braut und Bräutigam. Auf dem Kirchweihmarkt kauft er ihr ein Lebkuchenhaus mit poetischen Sprüchen; sie ihm ein ebensolches Lebkuchenherz. „Ach,“ seufzte Vrenchen, „du schenkst mir ein Haus! Ich habe dir auch eines und erst das wahre geschenkt; denn unser Herz ist jetzt unser Haus“. Heimlich kauft jedes fürs andere noch ein billiges Ringlein, als Andenken beim Abschied.

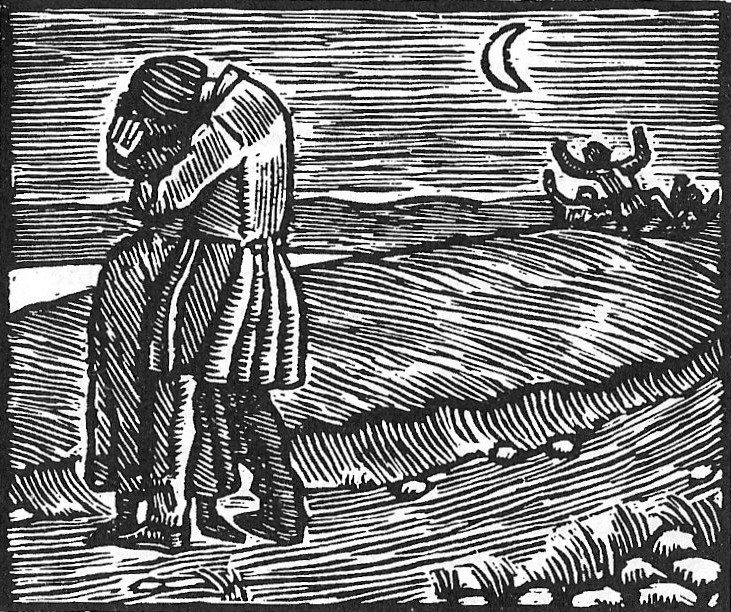
Sali und Vrenchen am Fluss

Da Festbesucher aus dem Heimatdorf sie erkannt haben und zu tuscheln beginnen, meiden sie den Tanzboden des reichen Dorfgasthofs und suchen eine abgelegene Wirtschaft auf, das Paradiesgärtlein, wo sich arme Leute und fahrendes Volk vergnügen. Dort begrüßt sie der schwarze Geiger als alte Bekannte: „Ich habe doch gewusst, dass ich euch noch einmal aufspielen werde. So macht euch nur recht lustig, ihr Schätzchen!“ Sie mischen sich unter die Tanzenden. Der Mond geht auf und beleuchtet das seltsame Fest der Heimatlosen. Schwermut ergreift Vrenchen, als das Gespräch wieder auf die bevorstehende Trennung kommt. Da tritt der schwarze Geiger zu ihnen und lädt sie ein, sich den Heimatlosen anzuschließen und ihr ungebundenes Leben in den Bergen zu teilen: „da brauchet ihr keinen Pfarrer, kein Geld, keine Schriften, keine Ehre, kein Bett, nichts als euren guten Willen“. Als Sali Wein und Essen spendiert, wird die Stimmung ausgelassen. Die Gäste veranstalten mit dem Paar eine possenhafte Trauung. Nach Mitternacht führt der schwarze Geiger die trunkene, singende und tanzende Gesellschaft über die nächtlichen Felder in Richtung Wälder. Sali und Vrenchen lassen sich mitreißen, und als es durch ihr Heimatdorf, an ihren verlorenen Vaterhäusern vorbei geht, ergriff sie eine schmerzhaft wilde Laune und sie tanzten mit den andern um die Wette hinter dem Geiger her, küssten sich, lachten und weinten.

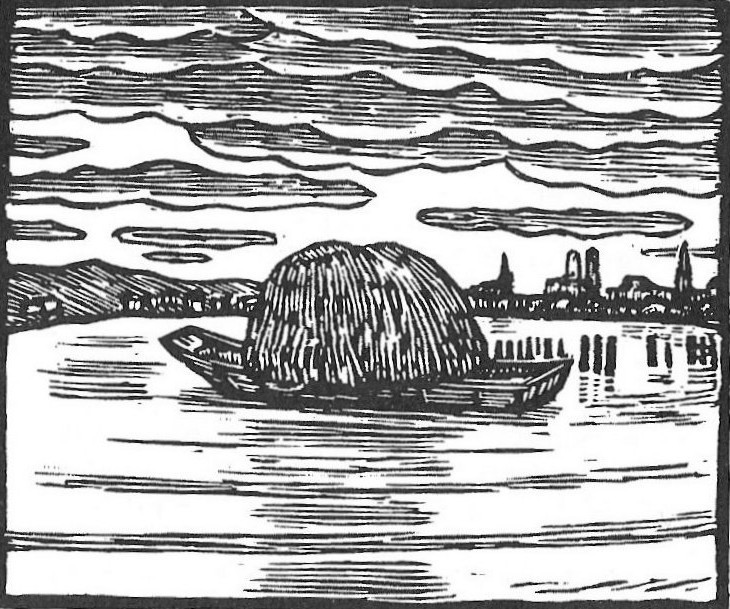
Das Heuschiff treibt zur Stadt

Auf dem Hügel aber, bei den drei Äckern, bleiben sie hinter dem tollen Zug zurück und warten, bis Musik und Gelächter in der Ferne verklingen. „Diesen sind wir entflohen,“ sagte Sali, „aber wie entfliehen wir uns selbst?“ Unten rauscht leise der Fluss. Sie tauschen nun die Ringe, die sie heimlich gekauft haben. Doch den Gedanken an Trennung und lange Entbehrung, samt der Gefahr des Verlierens und Untreuwerdens, kann nun keines mehr ertragen. So beschließen sie, einander auf der Stelle anzugehören und danach ins Wasser zu gehen. Sie laufen zum Fluss hinunter. Am Ufer liegt ein mit Heu beladenes Schiff. Dieses wählen sie zu ihrem Hochzeitsbett, klettern hinauf und machen es los. Der untergehende Mond, rot wie Gold, legte eine glänzende Bahn den Strom hinauf, und auf dieser kam das Schiff langsam überquer gefahren. Als es sich der Stadt näherte, glitten im Frost des Herbstmorgens zwei bleiche Gestalten, die sich fest umwanden, von der dunklen Masse herunter in die kalten Fluten. Am nächsten Tag findet man an einer Brücke das verlassene Heuschiff und wenig später, weiter flussabwärts, die beiden Leichen.

## Hintergrund und Entstehung
Anfang September 1847 las der 28-jährige Keller, der sich in Zürich als politischer Lyriker und Parteigänger des radikalen Liberalismus einen Namen gemacht hatte, in einem konservativen Blatt folgende Meldung:
Sachsen. – Im Dorfe Altsellerhausen, bei Leipzig, liebten sich ein Jüngling von 19 Jahren und ein Mädchen von 17 Jahren, beide Kinder armer Leute, die aber in einer tödtlichen Feindschaft lebten, und nicht in eine Vereinigung des Paares willigen wollten. Am 15. August begaben sich die Verliebten in eine Wirthschaft, wo sich arme Leute vergnügten, tanzten daselbst bis Nachts 1 Uhr, und entfernten sich hierauf. Am Morgen fand man die Leichen beider Liebenden auf dem Felde liegen; sie hatten sich durch den Kopf geschossen.
Drei Wochen später notierte sich der Dichter in seinem Traumbuch einen szenischen Einfall:
Zwei stattliche, sonnengebräunte Bauern pflügen mit starken Ochsen auf zwei Äckern, zwischen welchen ein dritter großer brach und verwildert liegt. Während sie die Pflugschar wenden, sprechen sie über den mittleren schönen Acker, wie er nun schon so manches Jahr brach liege, weil der verwahrloste Erbe desselben sich unstät in der Welt herumtreibe. Frommes und tiefes Bedauern der beiden Männer, welche wieder an die Arbeit gehen und jeder von seiner Seite her der ganzen Länge nach einige Furchen dem verwaisten Acker abpflügt. Indem die Ochsen die Pflüge langsam und still weiterziehen und die beiden Züge hüben und drüben sich begegnen, setzen die beiden Bauern eintönig ihr Gespräch fort über den bösen Weltlauf, führen dabei mit fester Hand den Pflug und tun jeder, als ob er den Frevel des andern nicht bemerkte. Die Sonne steht einsam und heiß am Himmel.

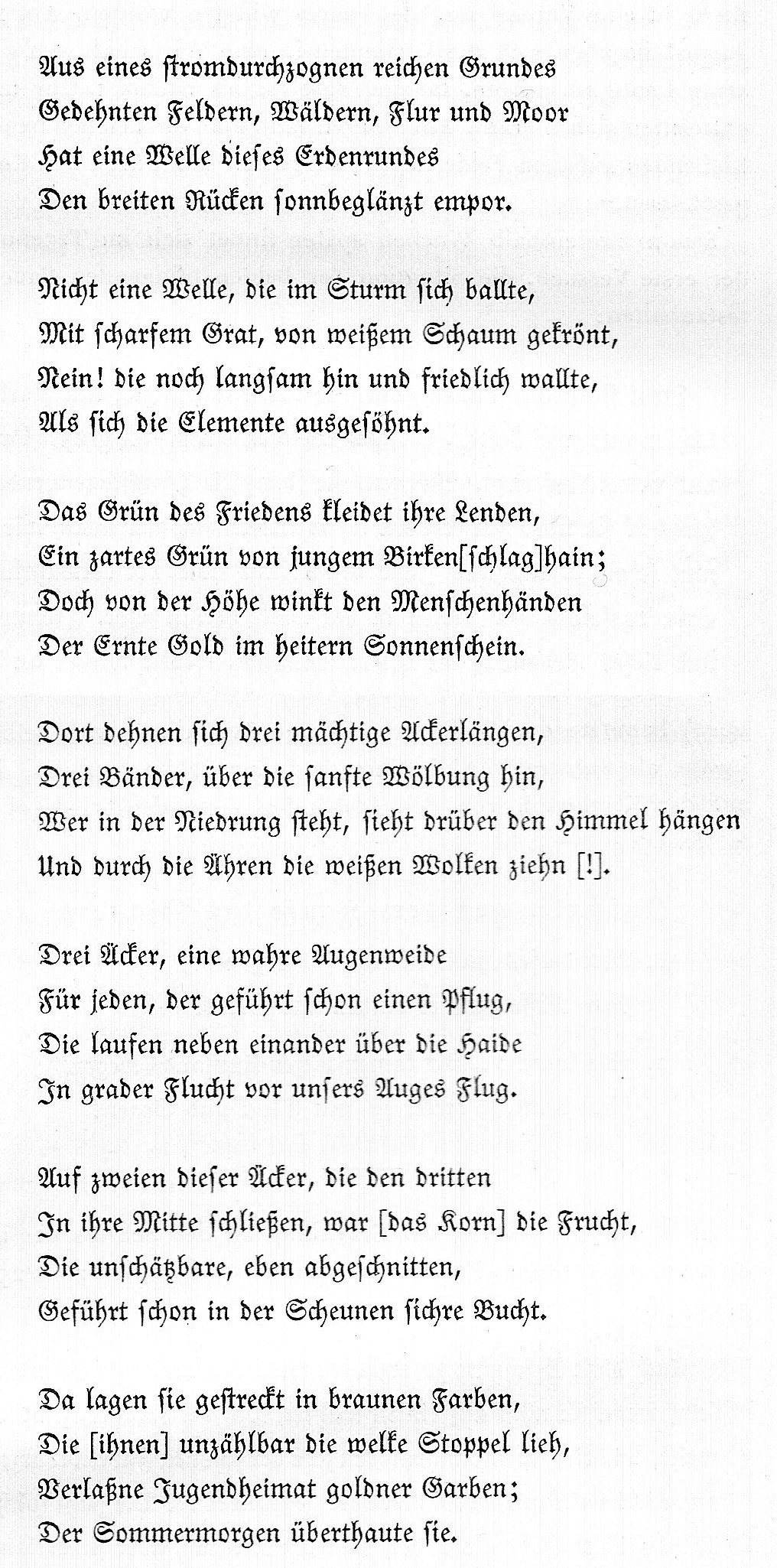
Text der Fragment gebliebenen Versnovelle von 1848/49.

Die Skizze, noch ohne Titel und scheinbar ohne Bezug zur Zeitungsmeldung, lässt bereits die Neuerung erkennen, durch die Romeo und Julia auf dem Dorfe sich von der klassischen Bearbeitung des Stoffes unterscheidet. Während Shakespeare offenlässt, warum seine Montagues und Capulets sich blutig befehden, sucht Keller nach dem Grund der tödlichen Feindschaft und findet ihn im gemeinsam begangenen Unrecht der Familienväter. Er rückt dieses sofort ins helle Licht und macht es zum Motor der Handlung. In deren Vollzug geht nach Walter Benjamin „aus dem gebrochenen Eigentumsrechte an einem Acker ein vernichtendes Schicksal hervor.“ Der traumartige Einfall, den Frevel ins Idyll geruhsam pflügender Bauern einzubetten, lieferte dem Dichter zugleich die „seltsame, unerhörte Begebenheit“, die der Erzählung den Novellencharakter verleiht.
Kellers Versuch, den Stoff in die Form einer Versnovelle zu bringen (siehe Textbox), gedieh 1849 nicht über sieben Strophen hinaus. Erst im Sommer 1855, nach der Vollendung des Grünen Heinrich, glückte ihm die Ausführung in Prosa. In den Jahren dazwischen hatte er sich in einer Reihe von Rezensionen mit der Gattung der Dorfgeschichte und besonders mit Erzählwerken seines Landsmannes Jeremias Gotthelf auseinandergesetzt.

## Das literarisch-sozialkritische Programm der Novelle
Im Unterschied zu den anderen Seldwyler-Novellen wird Romeo und Julia auf dem Dorfe von Bemerkungen über Sinn und Zweck der Erzählung eingerahmt. Eine Vorbemerkung rechtfertigt die Titel-Anleihe bei Shakespeare, eine Nachbemerkung kehrt die sozialkritische Schärfe der Erzählung hervor.

### Die Vorbemerkung
Diese Geschichte zu erzählen würde eine müßige Nachahmung sein, wenn sie nicht auf einem wirklichen Vorfall beruhte, zum Beweise, wie tief im Menschenleben jede jener Fabeln wurzelt, auf welche die großen alten Werke gebaut sind. Die Zahl solcher Fabeln ist mäßig; aber stets treten sie in neuem Gewande wieder in die Erscheinung und zwingen alsdann die Hand, sie festzuhalten.
Was das Romeo-und-Julia-Schicksal von Sali und Vrenchen erzählenswert macht, ist, dass es auf einem wirklichen Vorfall „beruht“. Das Wort ist mit Bedacht gewählt, es versichert die Wahrheit der Geschichte im Ganzen, bürgt aber nicht für die Faktizität im Einzelnen. Tatsächlich wurde auf dem Weg von der Zeitungsnachricht zur Novelle vieles ergänzt und umgedichtet, besonders die Umstände des Freitods. Erhalten blieb das soziale Milieu: die Tragödie ereignet sich auf dem Dorfe, die Toten sind Kinder verarmter Landleute, während sie bei Shakespeare – diese Kenntnis setzt Keller bei der Leserschaft voraus – zur reichen städtischen Oberschicht gehören.
Nach Ansicht des Erzählers hat der „wirkliche Vorfall“ etwas bewiesen, nämlich dass die „Fabeln“, die den großen alten Werken zugrunde liegen, keine bloßen Produkte poetischer Erfindung sind, dass sie von den Dichtern vielmehr im realen Menschenleben vorgefunden, entdeckt werden. Ihre Zahl sei „mäßig“ – nicht übermäßig viele Werke werden groß und alt –, doch ereigneten sie sich in unterschiedlicher Verkleidung immer wieder neu; zu ergänzen: bald im Kostüm junger Edelleute, bald im Gewande der Dorfarmut.

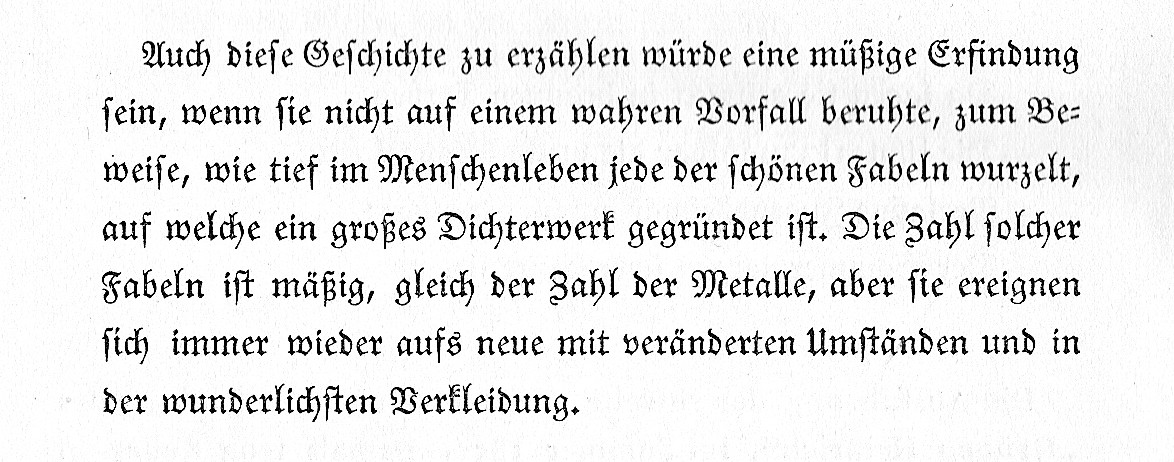
Die Vorbemerkung in der Fassung von 1856

Welches Gewicht Keller seiner Bemerkung beimaß und dass er mit ihr eine programmatische Selbstverpflichtung aussprach, folgt aus dem abschließenden und zwingen alsdann die Hand, sie festzuhalten. Er fügte diesen Halbsatz erst 1875 ein, nachdem er wiederholt den Rat zurückgewiesen hatte, die Einleitung samt Hinweis auf den wirklichen Vorfall ersatzlos zu streichen. Der Fall der beiden Jugendlichen, Kinder armer Leute, die lieber starben, als sich trennen zu lassen, erschien ihm der Erinnerung wert und umso denkwürdiger, als sich darin eine klassische Tragödienhandlung wiederholte. So sah er sich gedrängt („zwingen die Hand“), das Andenken des Liebespaares festzuhalten.

### Die Nachbemerkung
In der endgültigen Fassung lautet die Nachbemerkung:
Als man später unterhalb der Stadt die Leichen fand und ihre Herkunft ausgemittelt hatte, war in den Zeitungen zu lesen, zwei junge Leute, die Kinder zweier blutarmen [bitter armen] zu Grund gegangenen Familien, welche in unversöhnlicher Feindschaft lebten, hätten im Wasser den Tod gesucht, nachdem sie einen ganzen Nachmittag herzlich miteinander getanzt und sich belustigt auf der Kirchweih. Es sei dies Ereignis vermutlich in Verbindung zu bringen mit einem Heuschiff aus jener Gegend, welches ohne Schiffsleute in der Stadt gelandet sei, und man nehme an, die jungen Leute haben das Schiff entwendet, um darauf ihre verzweifelte und gottverlassene Hochzeit zu halten, abermals ein Zeichen von der um sich greifenden Entsittlichung und Verwilderung der Leidenschaften.
Die fiktive Seldwyler Pressestimme fällt nach einigen mitleidigen Worten in den Ton sittlicher Entrüstung, eine Haltung, „deren Anspruch und Geltung von der Erzählung widerlegt wird.“ Indem der Erzähler es dem Zeitungsschreiber überlässt, sich selbst der Verständnislosigkeit zu überführen, schließt die Novelle nach Kellers Worten „malitiös und ironisch“, oder, nach Friedrich Theodor Vischers Worten, mit einer „Degenparade gegen die Philister“.

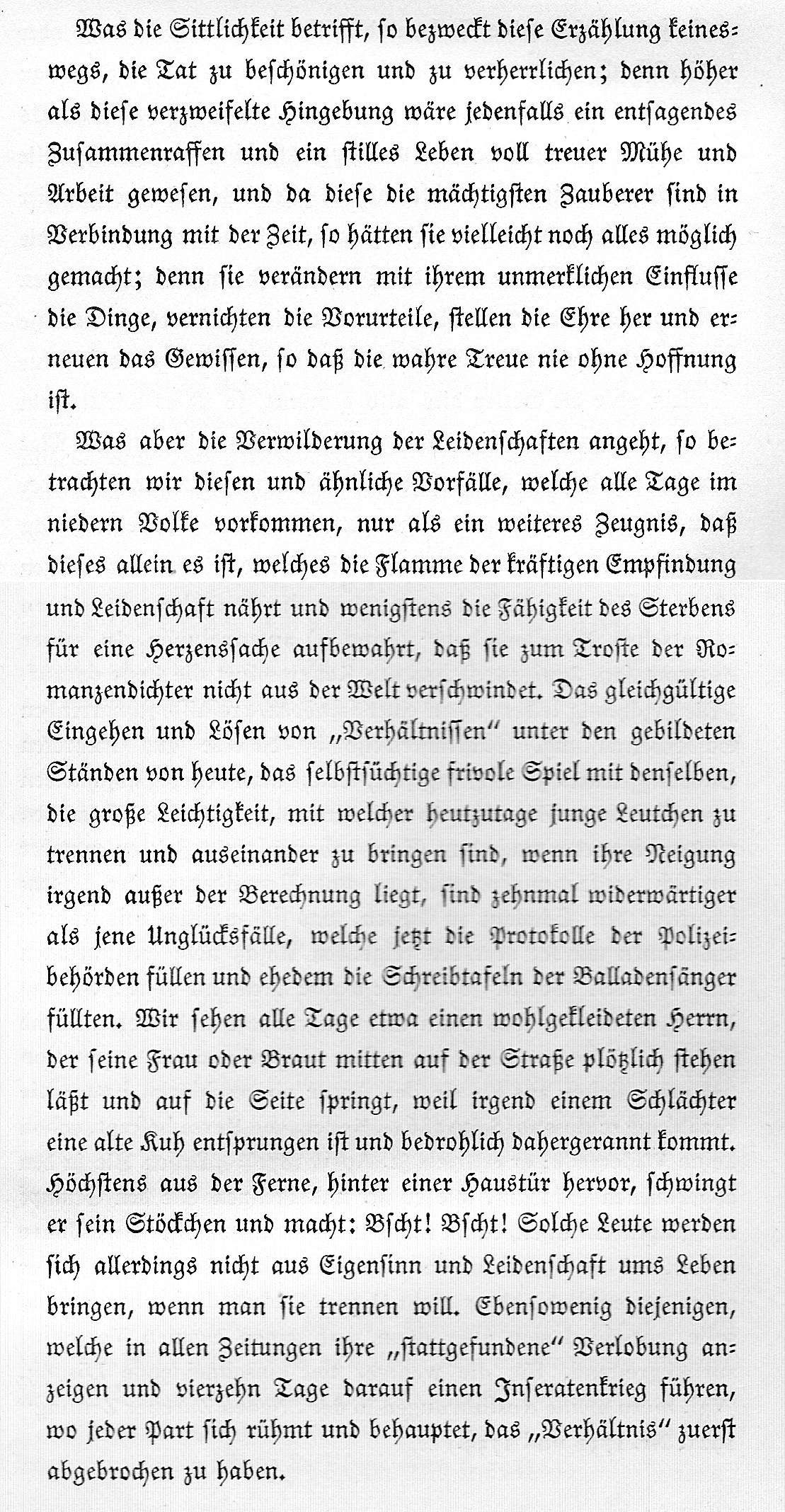
Die beiden letzten Absätze der Nachbemerkung im Erstdruck von 1856

Diese polemische Spitze war das Ergebnis eines Schnittes; denn im Erstdruck von 1856 (siehe Textbox) folgten noch zwei längere Absätze. Zum Punkt Entsittlichung erklärte der Autor, Zweck der Erzählung sei nicht, die Tat zu beschönigen und zu verherrlichen, und knüpfte daran ein Lob auf die Kraft ausdauernder Treue und stiller Arbeit, die vielleicht noch alles möglich gemacht hätte. Zum Punkt Verwilderung der Leidenschaften aber bemerkte er kühn, allein das niedere Volk habe wenigstens die Fähigkeit des Sterbens für eine Herzenssache aufbewahrt, daß sie zum Troste der Romanzendichter nicht aus der Welt verschwindet. Daran schloss sich noch eine Satire auf die Art, sich zu verloben und gleich wieder öffentlich zu entloben, wie sie unter den gebildeten Ständen von heute Mode sei. Die Novelle endigte so mit einer Burleske, ähnlich wie bei antiken Theaterfestspielen auf die Tragödien noch ein Satyrspiel folgte.
Dieser Schluss erregte bei vielen Lesern Anstoß, und Keller versprach „reumütig“, ihn bei nächster Gelegenheit wegzulassen. Als 1871 Paul Heyse Romeo und Julia auf dem Dorfe dem Deutschen Novellenschatz einverleibte, stellte Keller ihm frei, die Nachbemerkung zu kürzen, worauf Heyse auch den fiktiven Zeitungsbericht strich. Wenig später, anlässlich der Neuausgabe der Leute von Seldwyla, fügte Keller ihn jedoch wieder ein.

## Kritische Stellungnahmen

### Zeitgenossen Kellers
Mehrere Schriftstellerkollegen Kellers erkannten Romeo und Julia auf dem Dorfe als Werk von Rang: Berthold Auerbach nannte die Novelle „ein erweitertes Volkslied“, was hohem Lob gleichkam; Theodor Fontane schrieb von einer „wundervollen Erzählung“; Otto Ludwig pries die dramatische Steigerung bis hin zum schmerzlich-schönen Ende als ganz im Sinne Shakespeares; Heyse prägte 1877 auf Keller gar das Wort vom „Shakespeare der Novelle“. Doch unter die Bewunderung mischten sich auch künstlerische Bedenken: Auerbach hielt den Titel und die Einleitung für verfehlt; Ludwig fand die Armut unpoetisch; Fontane sah das Werk in zwei stilistisch unvereinbare Hälften auseinanderfallen, die realistische Geschichte vom Niedergang der beiden Bauern und die romantische von Liebe und Tod ihrer Kinder; Heyse, der sich selbst als unpolitisch verstand, machte mit seiner Streichung deutlich, dass ihm die Schlussbemerkung Kellers als entbehrliches Überbleibsel vormärzlicher Tendenzliteratur vorkam.

### Symbolik. Verweise auf Dichtung, Mythos, Bibel

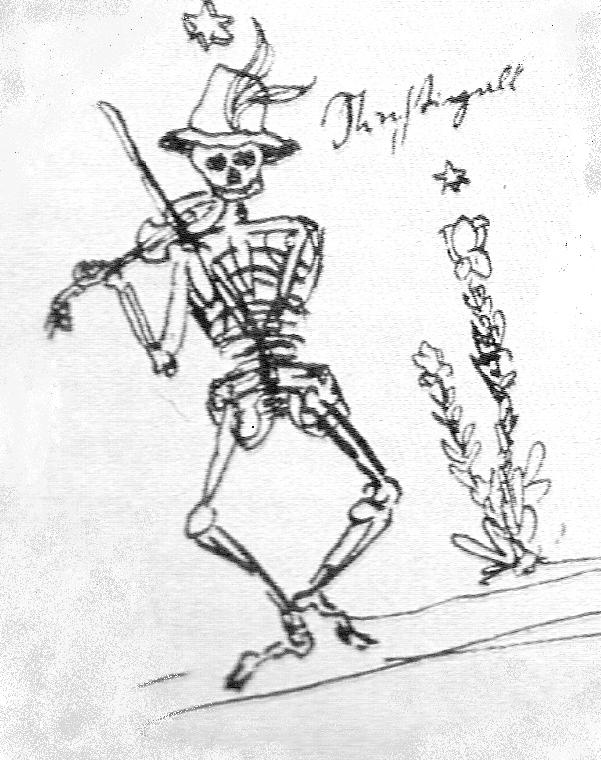
Der Tod als Geiger mit Stern, Mohn und dem Schriftzug Nachtigall. Federzeichnung auf Kellers Berliner Schreibunterlage